# Podhale

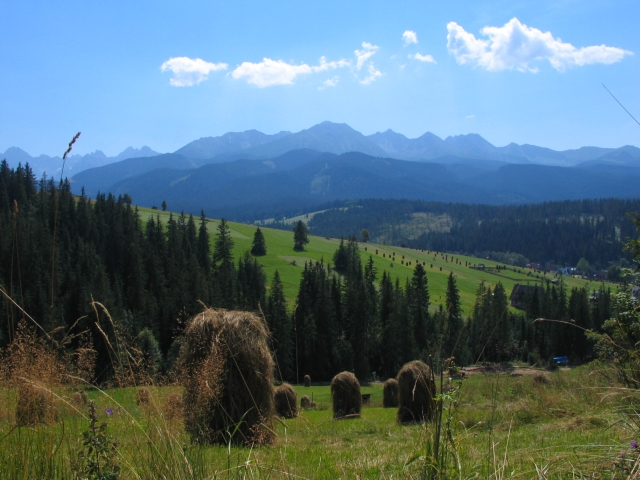
Podhale. Vista da Tarasówka, con i Monti Tatra all'orizzonte

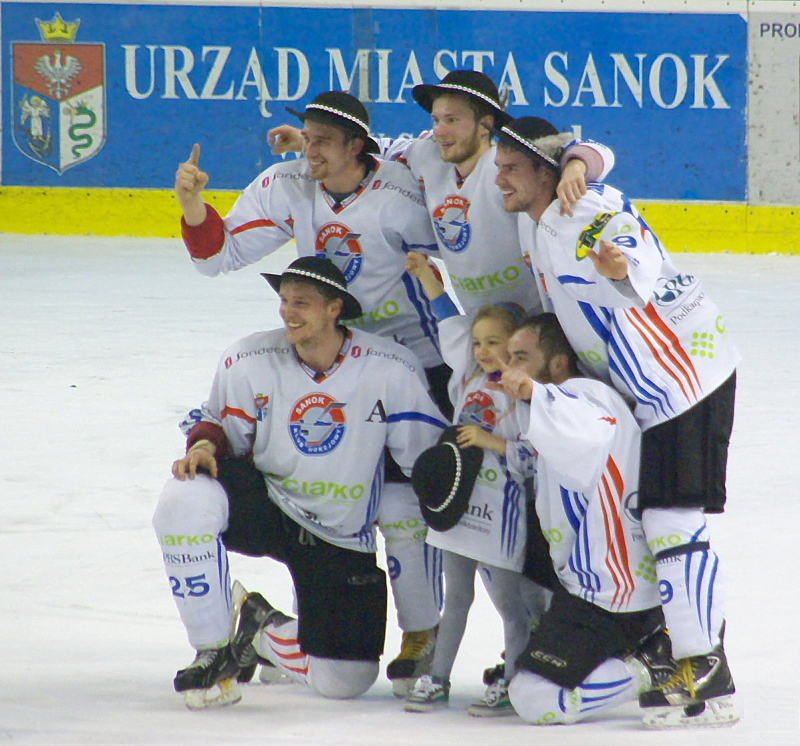
La squadra di Hockey Podhale Nowy Targ, con i giocatori che indossano il cappello tipico

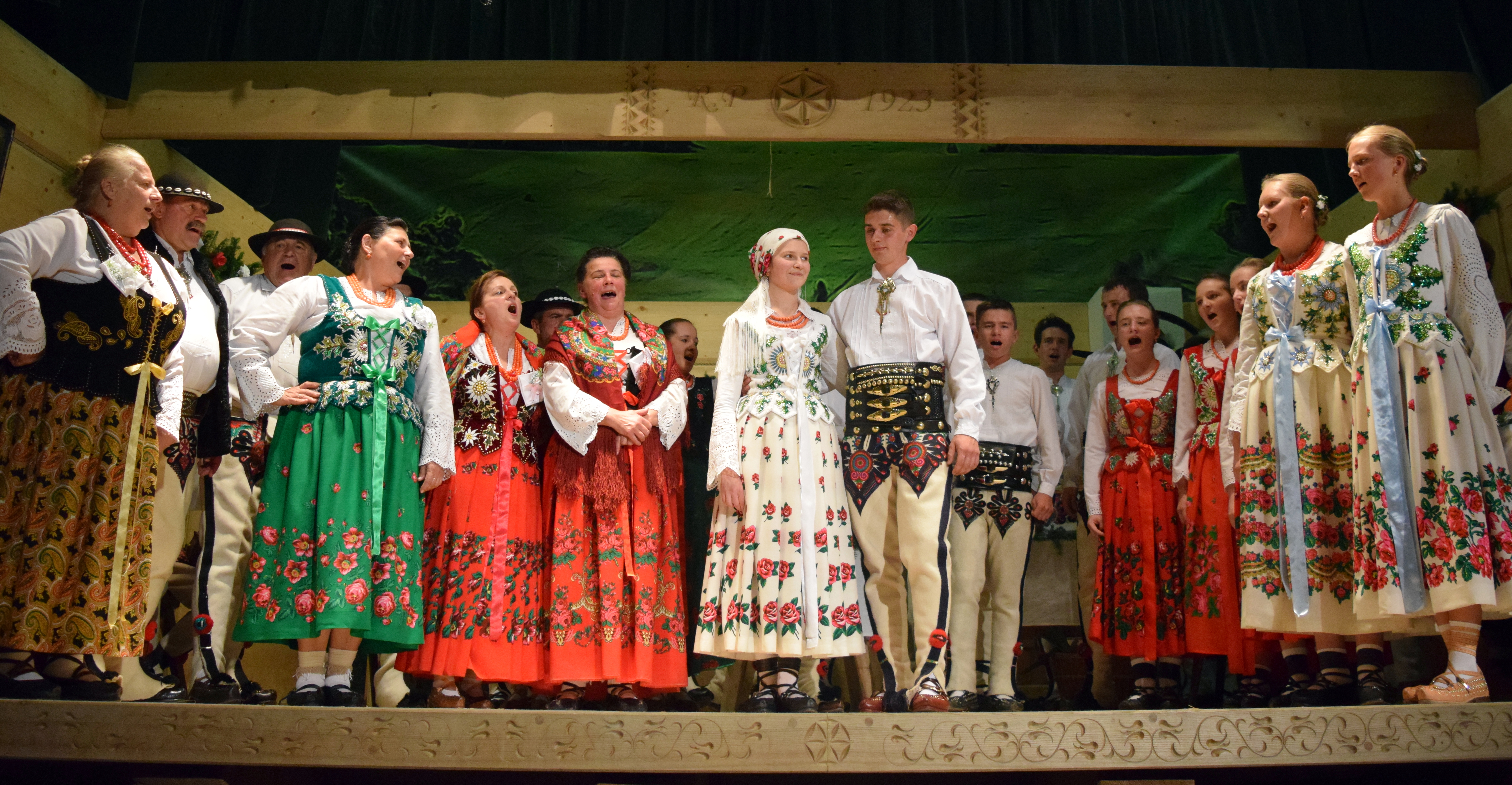
Abitanti del Podhale con i costumi tipici

Il Podhale è una regione della Polonia meridionale che si estende nel tratto settentrionale dei Monti Tatra, dalla città di Zakopane a quella di Nowy Targ. È una regione caratterizzata da piccoli villaggi abitati dai cosiddetti "górale" (montanari) dove vengono ancora praticate antiche tradizioni rurali. 
Il folklore del Podhale è stato portato principalmente dai coloni polacchi della regione della Piccola Polonia più a nord e in parte dai coloni della Transilvania nel XIV-XVII secolo durante le loro migrazioni. 

## Luoghi d'interesse
Tra le attrazioni della regione vi è la famosa località di montagna di Zakopane e il lago conosciuto come Morskie Oko ("Occhio del mare"), che secondo la leggenda locale, è collegato all'Adriatico da passaggi sotterranei. Nowy Targ, sita lungo il fiume Dunajec, situato nella valle sotto le montagne di Gorce, è il capoluogo storico della regione. 
Ludzmierz è sede del più antico santuario della zona, la Madonna di Ludźmierz conosciuta anche come la Patrona del Podhale o in polacco Gaździna Podhala.

## Gastronomia
Tra i prodotti gastronomici di questa regione è particolarmente famoso l'oscypek, un formaggio fatto di latte sia vaccino che ovino. 

## Turismo
Sia in estate che in inverno, Zakopane e dintorni sono particolarmente frequentati ed è possibile praticare vari sport invernali, dallo snowboard al salto con gli sci.

## Collegamenti
Il Podhale fa parte del voivodato della Piccola Polonia (in polacco: Małopolska) di cui è capoluogo Cracovia. Da questa città esistono vari collegamenti via autobus per Zakopane, Nowy Targ e gli altri paesi del Podhale.